# 방현영
방현영은 대한민국의 예능 프로듀서(연출가)이다.

## 경력
- 2020년 ~ 현재 : 티캐스트 E채널 프로듀서
- 2011 ~ 2020년 : JTBC 프로듀서
- 2007 ~ 2011년 : 문화방송 프로듀서

## 연출
- 한끼줍쇼
- 투유 프로젝트 - 슈가맨
- 내 친구의 집은 어디인가
- 님과 함께
- 적과의 동침
- 김국진의 현장박치기
- 우리 결혼했어요
- 메이드 인 유
- 무릎팍도사